# Băile Chirui, Harghita
Băile Chirui (în maghiară Kirulyfürdő, în trad. "Băile Regelui") este un sat în comuna Lueta din județul Harghita, Transilvania, România. Se află în partea de sud a județului,  în Munții Harghita.

## Atracții turistice
- Rezervația naturală Mlaștina Dumbrava Harghitei (2 ha).